# بيت الوهيبي (بني سعد)

تعديل مصدري - تعديل

بيت الوهيبي هي إحدى قرى عزلة بني على بمديرية بني سعد التابعة لمحافظة المحويت، بلغ تعداد سكانها 103 نسمة حسب تعداد اليمن لعام 2004.